# Тополевське сільське поселення
То́полевське сільське поселення (рос. Тополевское сельское поселение) — сільське поселення у складі Хабаровського району Хабаровського краю Росії.
Адміністративний центр — село Тополево.

## Населення
Населення сільського поселення становить 13287 осіб (2019; 11289 у 2010, 9538 у 2002).

## Склад
До складу сільського поселення входять:
| Населений пункт | Населення, осіб (2002) | Населення, осіб (2010) |
| --------------- | ---------------------- | ---------------------- |
| Заозерне, село  | 2730                   | 3931                   |
| Матвієвка, село | 2567                   | 2974                   |
| Тополево, село  | 4241                   | 4384                   |